# Capone-N-Noreaga
Pour les articles homonymes, voir Capone, Noreaga et CNN (homonymie).
Capone-N-Noreaga, abrégé CNN, est un groupe de hip-hop américain, originaire du quartier du Queens, à New York. Le nom du groupe fait référence à la célèbre chaîne de télévision américaine CNN, ce qui leur fera une réputation de « reporters de rue ».

## Biographie
Capone et N.O.R.E. grandissent tous les deux dans le district du Queens, à New York, respectivement dans la célèbre cité de Queensbridge et dans celle de Lefrak City, toutes deux réputées pour leur pauvreté et leur violence du fait de la prolifération du crack. Ils se rencontrent en 1992 alors qu'ils travaillaient tous les deux dans la cantine du pénitencier où ils purgeaient leur peine[réf. nécessaire].
Ils signent en 1996 sur le label du rappeur Tragedy Khadafi avant de passer dans les Unsigned Hype du célèbre magazine The Source. En 1997, CNN sort son premier album, The War Report. L'album est acclamé par la critique, notamment grâce à des productions sombres signées par de grands noms de la profession (Havoc, DJ Clark Kent, Buckwild). L'album War Report est un classique du rap. Les flow des deux rappeurs sont uniques mais l'originalité des comparses vient surtout du fait qu'ils assimilent New York à une zone de guerre, chaque quartier étant rebaptisé du nom d'un pays du Moyen-Orient (Irak pour Lefrak, Koweït pour Queensbridge, Liban pour le Bronx). L'album contient les titres Bloody Money, T.O.N.Y. (Top of New York), Illegal Life produit par Tragedy, The Closer ou Live on Live Long. L'album contient également le titre L.A. L.A. réalisé par Marley Marl. Ce titre est une réponse au New York New York de Snoop Dogg et Tha Dogg Pound ; une première version de ce titre existe avec un instrumental G-funk, différent de celui utilisé par Snoop Dogg et Tha Dogg Pound. Le clip de ce morceau a été tourné dans les rues de Queensbridge. Ils inventent par ailleurs le gimmik « Wah! Wah! Wah! Wah! ». À la suite des problèmes judiciaires évoqués dans le morceau T.O.N.Y, Capone retourne en prison pour trafic de drogue ; Noreaga finira l'album seul, Capone n'apparaissant que sur quelques morceaux. Noreaga, qui devient N.O.R.E (également titre de son premier album solo), entame alors une carrière solo en attendant le retour de Capone. Il est d'ailleurs l'un des premiers rappeurs à avoir collaboré avec les Neptunes, le groupe de Pharrell Williams avec le morceau Superthug. N.O.R.E connaîtra également des tensions avec Tragedy Khadafi, ami historique de CNN, présent sur une bonne partie des morceaux de l'album War Report.
En 2000, à la suite de la sortie de prison de Capone, Capone-N-Noreaga sortent l'album The Reunion sur le label Tommy Boy où ils invitent de nombreux rappeurs de Queensbridge : Nas, Mobb Deep, Foxy Brown... Les morceaux connus sont : Queensfinest avec Mobb Deep, Phone Time, Y'all Don't Wanna Fuck With Us et Invincible (produit par DJ Premier). L'album sera également disque d'or.  En 2003, ils sortent Stomp Da Shit Out sur la compilation Cradle 2 the Grave, et en 2004 sort le single People Know (La La La). La même année, les deux rappeurs sortent The Best of Thugs Da Fuck Out sur le label Rhino Records. En 2006, N.O.R.E. évoque la possibilité d'une réunion de Capone-n-Noreaga et un nouvel album. La même année, Capone sort Menace 2 Society, un album passé inaperçu. CNN publie son troisième album, Channel 10,  le 17 mars 2009 dont le nom s'inspire de son premier album The War Report. Les producteurs américains DJ Premier, Havoc, et The Alchemist, entre autres, participent à la production de l'album.
En 2010, le duo se reforme pour la publication d'un quatrième album en juin. L'album, intitulé The War Report 2: Report the War est une suite de The War Report. En juin 2011, N.O.R.E. annonce sur Twitter la séparation du groupe, et la poursuite de sa carrière solo. En mars 2013, N.O.R.E. et Capone participent à l'émission radio de Sway Calloway pour annoncer de nouveau leur réunion,. Le 24 juillet 2015, sort leur cinquième album studio, Lessons[réf. nécessaire].

## Discographie

### Albums studio
- 1997 : The War Report
- 2000 : The Reunion
- 2009 : Channel 10
- 2010 : The War Report 2: Report the War
- 2015 : Lessons

### Compilations
- 2004 : The Best of Capone-N-Noreaga: Thugged da F*@#Out
- 2008 : Iraq to Kuwait

### Remixes, bootlegs et EPs
- 1996 : Half a Mill (25 II Life Records)
- 1996 : Illegal Life / Stick You (25 II Life Records /Penalty Records)
- 1997 : Closer (Sam Sneed Version) (Penalty Records)
- 1997 : L.A. L.A. (Marley Mark Remix)
- 2000 : Double Drama
- 2003 : Hood Money / What's Ya Name (Def Jam)
- 2003 : People Know (La La La) (Def Jam)

### Featurings
- 1998 : Big Pun feat. Noreaga : You Came Up (Capital Punishment de Big Pun)
- 1998 : Fat Joe feat. Noreaga : Misery Needs Company (Don Cartagena de Fat Joe)
- 1999 : Bleeding from the Mouth sur la bande originale de Gangsta Cop
- 1999 : Reunion sur la bande originale de L'Enfer du dimanche
- 2000 : Capone-n-Noreaga feat. Iman Thug : Our way sur la compilation QB Finest
- 2000 : Nas feat. Mobb Deep, Capone, Tragedy, Marley Marl, Nature, MC Shan & Millenium : Da Bridge 2001 sur la compilation QB finest
- 2000 : Play That Shit Remix sur la bande originale de Baller Blockin'
- 2001 : Capone-n-Noreaga feat. Lake & Cormega : We Gon' Buck sur la compilation The 41st Side
- 2003 : Capone-n-Noreaga feat. M.O.P : Stompdashitoutu sur la bande originale d'En sursis
- 2003 : Hip Hop 101: The Game (DVD)
- 2003 : Noreaga feat. Wayne Wonder : Anything Goes sur la compilation Def Jamaica
- 2005 : Tragedy: The Story of Queensbridge (DVD)